# James Ussher

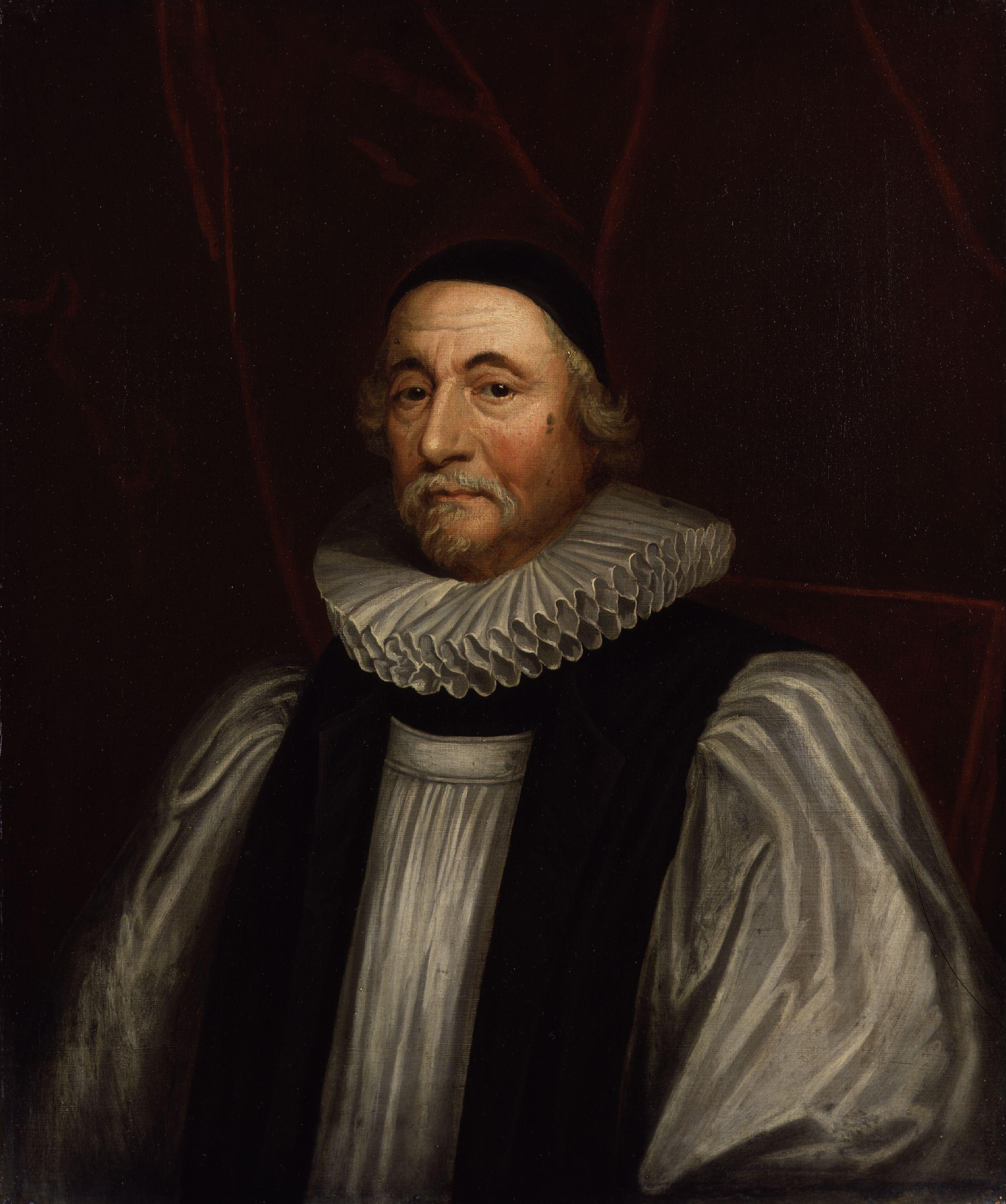
James Ussher als aartsbisschop tegen het einde van zijn leven, gemaakt door Peter Lely

James Ussher (Dublin, 4 januari 1581 – Reigate, 21 maart 1656) was een Ierse anglicaanse geestelijke. Hij was onder meer aartsbisschop van Armagh in Ierland. Ook schreef hij diverse theologische en geschiedkundige werken.

## Leven
Na zijn priesterwijding in 1601 werd Ussher professor, van 1607 tot 1621, aan het Trinity College in Dublin. In 1621 werd hij benoemd tot bisschop van Meath en later, in 1625, tot aartsbisschop van Armagh. Hij werd primaat (aartsbisschop) van heel Ierland in 1634. Hij was in Engeland toen in 1642 de burgeroorlog uitbrak en keerde nooit terug naar Ierland. Door het respect dat hij kreeg van zowel episcopalen als presbyterianen kon hij een voorstel voorleggen om beide kerken te laten samenwerken binnen de Anglicaanse kerkorganisatie.
Als royalist poogde hij vergeefs Karel I van Engeland zijn toestemming tot de executie van Thomas Wentworth, Graaf van Strafford te laten intrekken om het parlement ter wille te zijn. Ussher was ook kortstondig bisschop van Carlisle in 1642 vooraleer hij verhuisde naar Oxford. Een uitnodiging om deel uit te maken van the Westminster Assembly of Divines sloeg hij af omdat hij de wettelijkheid ervan betwistte. Van 1647 tot 1654 was hij predikant in het Londense Lincoln's Inn.

## Werk
Zijn belangrijkste werk was Annals of the World (1650), waarin hij een opsomming gaf van de tijdstippen van Bijbelse gebeurtenissen. Ussher berekende aan de hand van het Bijbelboek Genesis het moment waarop de schepping plaatsvond en kwam uit op 23 oktober 4004 voor Christus. De zondvloed dateerde hij in 2348 v.Chr.  

## Kritiek
Reeds in de zeventiende eeuw is er twijfel over deze wijze van datering. De Leidse hoogleraar Josephus Justus Scaliger publiceerde al in 1606 (dus vóór Ussher) een werk wat de Bijbelse chronologie vergeleek met andere bronnen, zoals de Egyptische dynastieën. Scaliger kwam zo tot de conclusie dat de wereld minimaal 1300 jaar ouder moest zijn dan de Bijbel aangaf, maar gezien de tijdgeest durfde Scaliger dit niet hardop te zeggen en introduceerde hij de 'proleptische tijd': een tijdperk wat vóór de Schepping zou hebben plaatsgevonden.
Door het in 1658 verschijnen in Europa van Sinicae Historiae, een werk van Martino Martini en verbonden aan de missie van de jezuïeten in China  werd een andere chronologische traditie bekend. Die Chinese traditie met zijn achtereenvolgende lijsten van heersers vanaf het begin van het derde millennium riep grote vragen op ten aanzien van de Bijbelse chronologie. Dat gold dan in het bijzonder voor het idee van een universele zondvloed die immers ook geen Chinees zou kunnen hebben overleefd. 
Toen in de vroege 19e eeuw uit hiërogliefen duidelijk werd dat de Egyptenaren historische gebeurtenissen van vóór het begin van onze jaartelling beschreven, werd James Usshers theorie weersproken. Dat gaf de aanleiding tot een meer kritische Bijbeluitleg.
De paleontoloog Stephen Jay Gould (1941-2002) wees op de grote wetenschappelijke kennis van James Ussher. Usshers monumentale werk is volgens hem bewonderenswaardig door de grote kennis van oude talen en geschiedenis. Dat de Thora niet werd geschreven en samengesteld om een dergelijke chronologie vast te leggen doet volgens Gould niet af aan Usshers prestatie. Uiteindelijk is de keuze van Ussher voor een verloop van precies 4000 jaar gebaseerd op de gedachte dat de tempel van Salomo 1000 jaar voor de geboorte van Christus vernietigd was en dat Christus geboren moest zijn tijdens de regering van Herodes van wie vaststaat dat hij in het jaar 4 voor onze jaartelling stierf. Voor de verwoesting van de tempel plaatste Ussher drie millennia. Dit millenniumdenken is eerder symbolisch en magisch dan wetenschappelijk.